# Фридрих II Великий
Фри́дрих II Вели́кий, Старый Фриц (нем. Friedrich II., Friedrich der Große, Alter Fritz; 24 января 1712, Берлин — 17 августа 1786, Потсдам) — король Пруссии с 1740 года из династии Гогенцоллернов. Яркий представитель просвещённого абсолютизма, основоположник прусско-германской государственности.

## Биография

### Детство
Фридрих родился в Берлине 24 января 1712 года, при крещении получил имя Карл-Фридрих. Его отец — король Пруссии Фридрих Вильгельм I из династии Гогенцоллернов, мать — София Доротея Ганноверская, дочь короля Англии Георга I. Фридрих был третьим и самым старшим (два его старших брата умерли в младенчестве) сыном в этой многодетной королевской семье, где всего родилось 14 детей. Наибольшим расположением и дружбой маленького принца пользовалась его старшая сестра Вильгельмина, будущая маркграфиня Байрейтская.
Первой его воспитательницей оказалась французская эмигрантка мадемуазель де Рокуль, которая зародила в нём любовь к французской литературе. На седьмом году Фридриха отдали под надзор учителя Дюгана, который ещё более укрепил его расположенность ко всему французскому. Отец стремился воспитать из Фридриха воина, однако принц интересовался музыкой, философией и танцами. В результате, Фридрих Вильгельм счёл его никчёмным наследником и долгое время стремился передать престол своему младшему сыну Августу-Вильгельму, более удовлетворявшему его вкусам.
Фридрих был сыном тогдашнего наследного принца Фридриха Вильгельма Прусского и Софии Доротеи Ганноверской. Он родился между 11 и 12 часами дня 24 января 1712 года в Берлинском дворце и был крещен с единоутробным именем Фридрих придворным священником Бенджамином Урсинусом фон Бэром 31 января. Рождение обрадовало его деда Фридриха I, ибо двое его предыдущих внуков умерли в младенчестве. После смерти Фридриха I в 1713 г. королем Пруссии стал его сын Фридрих Вильгельм I, что сделало юного Фридриха наследным принцем. Имел девять братьев и сестер, которые дожили до совершеннолетия: шесть сестёр (старшая из которых Вильгельмина имела с ним самые близкие отношения) и три младших брата (Август, Вильгельм и Генрих). Новый король хотел, чтобы его дети получили образование не как члены королевской семьи, а как простые люди. Их обучала француженка мадам де Монтебелло, которая также дала образование Фридриху Вильгельму.
Фридрих Вильгельм I, прозванный в народе «королем-солдатом», создал большую и мощную армию, в которую входил полк его знаменитых «потсдамских гигантов»; он тщательно управлял богатствами королевства и создал сильное централизованное правительство. Он обладал вспыльчивым нравом и правил Бранденбургом-Пруссией в стиле абсолютизма. Мать Фридриха София, чей отец Георг Людвиг Ганноверский унаследовал британский трон в 1714 году, была вежливой, харизматичной и образованной женщиной. Политические и личные разногласия между родителями создали напряженность, которая повлияла на отношение Фридриха к культуре, его роль как правителя и отношения с отцом.
В ранней юности Фридрих жил со своей матерью и сестрой Вильгельминой, хотя они регулярно посещали охотничий домик своего отца в Кенигс-Вустерхаузене. У Фридриха и его старшей сестры сложились близкие отношения, которые продолжались до её смерти в 1758 г. Фридрих с сёстрами воспитывались гувернанткой-гугеноткой и репетитором и одновременно изучали французский и немецкий языки. Несмотря на желание отца, чтобы его образование было исключительно религиозным и прагматичным, юный принц стал отдавать предпочтение музыке, литературе и французской культуре. Фридрих Вильгельм считал эти интересы женоподобными, поскольку они вступали в противоречие с его милитаризмом, что приводило к частым избиениям и унижениям Фридриха. Тем не менее, принц с помощью своего преподавателя латыни Жака Духана раздобыл секретную библиотеку поэзии, греческой и римской классики и философии объёмом в 3 тыс. томов в дополнение к своим официальным урокам.
Фридрих Вильгельм I был воспитан как кальвинист, несмотря на государственный статус лютеранства в Пруссии, но опасался, что он не принадлежит к числу избранных Богом. Чтобы исключить возможность того, что его сын Фридрих будет руководствоваться теми же соображениями, король приказал, чтобы его наследника не учили о предопределении судьбы. Несмотря на намерения отца, принц, по-видимому, усвоил для себя идею предопределения.

### Молодость. Конфликт с отцом
Конфликт с деспотичным отцом вылился в попытку побега в Англию в восемнадцатилетнем возрасте, на которую он решился совместно с лейтенантом Гансом Германом фон Катте. Попытка не удалась, Фридрих и Катте были заключены в крепость (Фридрих — в Кюстрине), после чего Фридрих Вильгельм I выразил намерение судить обоих за дезертирство и казнить. Впрочем, Фридриху было обещано прощение на условиях отказа от прав на престол, чего он однако не принял. Катте был действительно судим и обезглавлен, однако в отношении Фридриха его отец столкнулся с резкой оппозицией своему намерению сначала в лице суда (который отказался судить кронпринца), а затем и Военного совета; к этому прибавилось и дипломатическое давление со стороны других европейских дворов. В конце концов Фридрих был освобождён, но некоторое время пробыл в ссылке в Кюстрине, будучи назначен членом военно-судного совета Неймаркского округа (но с правом только совещательного голоса). Заключение и ссылка продлились более двух лет (август 1730 — ноябрь 1732), после чего Фридрих был окончательно прощён и назначен шефом пехотного полка.

### Кронпринц
В возрасте 16 лет Фридрих привязался к 17-летнему пажу короля, Петеру Карлу Кристофу фон Кейту. Вильгельмина писала, что эти двое «вскоре стали неразлучны…. Он служил моему брату из чувства истинной преданности». Вильгельмина далее отмечала, что «хотя я заметила, что он был в более дружеских отношениях с этим пажом, чем это было подобает в его положении, я не знала, насколько тесной была их дружба». Поскольку Гогенцоллерн почти наверняка был гомосексуалом, , эти взаимоотношения, возможно, были гомоэротическими, хотя степень их близости остается неоднозначной. Когда до Фридриха Вильгельма дошли слухи об их отношениях, Кейта отправили в непопулярный полк недалеко от голландской границы.
В середине 1720-х годов королева София Доротея попыталась устроить брак Фридриха и его сестры Вильгельмины с детьми своего брата короля Георга II и наследниками престола Амелией и Фредериком. Опасаясь союза между Пруссией и Великобританией, австрийский посол в Берлине Фридрих фон Зекендорф подкупил прусского военного министра Фридриха фон Грумбкова и посла в Лондоне Бенджамина Рейхенбаха. Эта пара подорвала отношения между британским и прусским дворами, используя подкуп и клевету. В конце концов прусского короля возмутила мысль о том, что его сын будет женат на англичанке и пребывать под влиянием британского двора. Вместо этого он подписал мирный договор с Австрией, который туманно обещал признать права Пруссии на княжество Юлих-Берг, что привело к отказу от предложения руки и сердца.

### Дело Катте
Вскоре после того, как его отношения с Кейтом закончились, принц подружился с офицером Гансом Германом фон Катте, который был на восемь лет его старше и, возможно, был его любовником. После того, как брак с англичанкой стал невозможен, Фридрих задумал бежать в Великобританию вместе с Катте и другими младшими армейскими офицерами. В то время как королевская свита находилась недалеко от Мангейма, в курфюршестве Пфальц, Роберт Кейт (брат Питера Кейта и один из соратников Фридриха) испытал угрызения совести, когда заговорщики готовились к побегу, и 5 августа 1730 года умолял Фридриха Вильгельма о прощении. Впоследствии Фредерик и Катте были арестованы и заключены в тюрьму в Кюстрине. Поскольку они были армейскими офицерами, пытавшимися бежать из Пруссии в Великобританию, Фридрих Вильгельм обвинил их в государственной измене. Король ненадолго пригрозил кронпринцу казнью, а затем решил заставить Фридриха отказаться от престолонаследия в пользу своего брата Августа Вильгельма, хотя любой из этих вариантов было бы трудно обосновать перед рейхстагом Священной Римской империи. Король приговорил Катте к смертной казни и заставил Фридриха наблюдать за обезглавливанием в Кюстрине 6 ноября; наследный принц потерял сознание незадолго до смертельного удара.
Фридрих получил королевское помилование и был освобожден 18 ноября 1730 года, хотя и остался лишенным воинского звания. Он был вынужден остаться в Кюстрине и начал строгое обучение государственному управлению в военном департаменте и департаменте поместий. Напряженность немного ослабла, когда год спустя Кюстрин посетил Фридрих Вильгельм, и 20 ноября 1731 года принцу разрешили посетить Берлин в связи с бракосочетанием его сестры Вильгельмины с маркграфом Байрейта Фридрихом III. Наследный принц вернулся в Берлин после того, как 26 февраля 1732 года был окончательно освобожден от опеки в Кюстрине при условии, что женится на Елизавете Кристине Брауншвейгской.

### Брак. Война за польское наследство
Фридрих Вильгельм подумывал о женитьбе Фридриха на Елизавете Мекленбург-Шверинской, племяннице российской императрицы Анны, но принц Евгений Савойский решительно воспротивился этому плану. Фридрих сам предложил жениться на Марии Терезии Австрийской в обмен на отказ от престолонаследия. Вместо этого Евгений убедил Фридриха Вильгельма через Секендорфа, что наследный принц должен жениться на родственнице австрийских Габсбургов и протестантке Елизавете Кристине. Фридрих написал своей сестре, что "между нами не может быть ни любви, ни дружбы, и пригрозил покончить с собой,  но согласился на свадьбу 12 июня 1733 года. У него было мало общего со своей невестой, и этот брак был воспринят как пример австрийского политического вмешательства, от которого страдала Пруссия. Тем не менее, в начале своей супружеской жизни королевская чета проживала в Дворце кронпринцев в Берлине. Позже Елизавета Кристина сопровождала Фридриха в замок Райнсберг, где в это время она играла активную роль в его общественной жизни. После смерти отца и восшествия на престол он расстался с Елизаветой. Он подарил ей дворец Шенхаузен и апартаменты в Берлинском городском дворце, но запретил ей посещать его двор в Потсдаме. У них не было детей, и Фридрих пожаловал титул наследника престола, "принца Прусского", своему брату Августу Вильгельму. Тем не менее Елизавета Кристина оставалась преданной ему. Фридрих оказывал ей все почести, подобающие ее положению, но никогда не проявлял никакой привязанности. После расставания он виделся с ней только по официальным поводам, это включало в себя визиты к ней на день рождения, что было одним из редких случаев, когда Фредерик не надевал военную форму.
В 1732 году Фридрих был восстановлен в прусской армии в звании полковника полка фон дер Гольца, дислоцированного близ Науэна и Нойруппина. Когда Пруссия предоставила контингент войск в помощь армии Священной Римской империи во время войны за польское наследство, Фридрих под руководством Евгения Савойского участвовал в кампании против Франции на Рейне; он отметил слабость императорской армии под командованием Евгения, что-то вроде того, что он видел в войне за Польское наследство. на этом он нажился бы за счет Австрии, когда взошел бы на трон.. Фридрих Вильгельм, ослабленный подагрой и стремящийся примириться, Фридриху был предоставлен замок Райнсберг в Райнсберге, к северу от Нойруппина. В Райнсберге Фредерик собрал музыкантов, актеров и других деятелей искусства. Он проводил время за чтением, просмотром драматических пьес и участием в них, а также за сочинением и исполнением музыки. Фридрих основал орден Баярда, чтобы обсуждать военные вопросы со своими друзьями; Генрих Август де ла Мотт Фуке был назначен великим магистром собраний. Позже Фридрих считал это время одним из самых счастливых в своей жизни.
Изучение трудов Никколо Макиавелли, таких как "Государь", считалось необходимым для эффективного правления любого короля в Европе. В 1739 году Фридрих закончил  идеалистическое опровержение этого труда "Анти-Макиавелли", написанное на французском языке — как и все работы Фридриха — и опубликованное анонимно в 1740 г., но Вольтер распространил ее в Амстердаме, и она приобрела большую популярность. Годы, которые Фридрих посвятил искусству, а не политике, закончились после смерти Фридриха Вильгельма в 1740 г. и восшествия его сына на королевский престол. Фридрих примирился с отцом после его смерти, сын позже признал, что, несмотря на их постоянные конфликты, Фридрих Вильгельм был эффективным правителем: "Каким ужасным человеком он был. Но он был справедливым, умным и умелым в управлении делами... именно благодаря его усилиям, благодаря его неустанному труду я смог добиться всего, что делал с тех пор"

### В масонстве
В ночь с 14 на 15 августа 1738 года, будущий король Пруссии Фридрих, наследный принц, был инициирован в степень ученика в Брауншвейге, и быстро возвышен в степень подмастерья, и также быстро возведён в степень мастера масона. Посвящение Фридрих прошёл без ведома своего отца. Он пригласил барона фон Оберга и писателя Якоба Фридриха фон Бильфельда, которые сыграли важную роль в принятии его кандидатуры. Посвящение нужно было для формирования La loge première/La loge du Roi notre grand maître в Рейнсбергском замке. После вступления Фридрихом на монарший престол он основал собственную ложу, которой и руководил лично с 20 июня 1740 года. А 13 сентября 1740 года, с разрешения Фридриха, под эгидой тайного совета и Шарля Этьена Иордана, создаётся Великая национальная ложа «К трём глобусам». За основу была взята модель Первой великой ложи Англии, хотя Великая национальная ложа «К трём глобусам» не получила никакого устава от Великой ложи Англии.
В том же, 1740 году, Фридрих II принял участие в Первой Силезской войне, и «La loge première» была распущена, а её члены присоединились к новой ложе Фридриха. Эта новая ложа стала в последующем основной для Великой национальной ложи «К трём глобусам». И в соответствии с обычаями своего времени в последующие годы она присоединила ложи в Майнингене, Франкфурт-на-Одере, Бреслау, Дрездене и Невшателе. 24 июня 1744 года было принято название Великая королевская материнская ложа «К трём глобусам», и, наконец, 5 июля 1772 года, название было изменено на Великую национальную материнскую ложу Прусского государства. Таким образом, Фридрих II принял активное участие в формировании первой национальной великой ложи в Германии и в развитии масонства на принадлежавших и завоёванных территориях.

### Король-философ, архитектор и музыкант
После смерти короля-отца 31 мая 1740 года 28-летний Фридрих получает не просто корону Пруссии, но и сильную армию, а также не растраченную на пустые придворные развлечения казну. Хотя король перед смертью сделал распоряжение похоронить его как можно проще, сын не выполнил этого. Погребение Фридриха Вильгельма было пышным и достойным короля. Гроб Фридриха Вильгельма I был покрыт тканью с вышитыми на нём знаками «мёртвой головы» (нем. Totenkopf). Этот символ впоследствии станет эмблемой «чёрных гусар», а в XX веке его примут в качестве атрибутики войска СС.
Первым делом Фридрих начал переустраивать Пруссию на началах Просвещения, пригласив философов: сначала Христиана Вольфа (1740), а затем Вольтера (1750). Впоследствии он так обозначил программу преобразований: «Хорошо работающее правительство должно представлять столь же прочно связанную систему, как и система понятий в философии. Все его решения следует хорошо обосновывать; хозяйственная, внешняя и военная политика должны способствовать единой цели — консолидации власти государства и увеличению его мощи». За такой рациональный подход Фридрих получил прозвище короля-философа, в противовес прозвищу его отца как короля-солдата.
Одним из знаменательных его нововведений была отмена цензуры. Он дал понять своим министрам, что «берлинским газетным писателям должна быть предоставлена неограниченная свобода писать без предварительной цензуры обо всех столичных новостях». Фридрих требовал, чтобы «интересным газетам не чинились препятствия». Умершие цензоры, как правило, не замещались новыми — эти должности оставались вакантными во время его правления. При нём впервые стало возможно законодательное обоснование свободы прессы на немецкой земле.
Фридрих проявил себя как покровитель наук и искусств. Перед восшествием на престол он подготовил обширную строительную программу по преобразованию и расширению берлинских дворцов и загородных резиденций: Райнсберга, Монбижу, Шарлоттенбурга и Потсдама. Для реализации своих грандиозных планов он привлёк начинающего архитектора Георга Венцеслауса фон Кнобельсдорфа. Вместе они разрабатывали архитектурные проекты, часто сам король предлагал архитектору эскиз, как, например, в случае возведения дворца Сан-Суси в Потсдаме или «Фридерицианского Форума» в Берлине.
Король учредил в 1742 году Королевскую оперу, для которой архитектор Кнобельсдорф построил здание. Открытие (премьерная постановка оперы «Клеопатра и Цезарь» К. Г. Грауна) Королевской оперы состоялось ещё в недостроенном здании 7 декабря 1742. Театральные постановки были доступны жителям Берлина, а не только высшему обществу.
Кроме того, король был сам одарён музыкально, играл на флейте и сочинял музыку (121 Соната для флейты и цифрованного баса, 3 симфонии и 4 концерта для флейты и струнного оркестра, Концерт для 2-х флейт и клавесина, марши, арии). Сочинения Фридриха II для флейты до сих пор входят в репертуар исполнителей на этом инструменте. Одним из первых он ввёл в инструментальную музыку речитатив, что наиболее ярко проявилось в его Сонате до минор для флейты и цифрованного баса. Как и его учитель И. И. Кванц, он был приверженцем музыкальной риторики.
Помимо упомянутых произведений светской музыки Фридрих считается создателем Хоэнфридбергского марша — одного из самых известных немецкий военных маршей, а также легенда приписывает ему авторство гимна Испании (Marcha Real), что, впрочем, не нашло своего документального подтверждения.
Он сочинял также стихи, пьесы и оперные либретто, в частности к операм К. Г. Грауна, И. Ф. Агриколы, И. Ф. Рейхардта. Регулярно, иногда ежевечерне, в Сан-Суси проходили для узкого круга концерты камерной музыки, где исполнялись произведения самого короля и И. И. Кванца. Они же и солировали. На флейте, по свидетельству биографов, Фридрих II играл до того момента, пока у него не начали выпадать зубы.
В области музыки Фридрих II прославился ещё и тем, что в 1747 году пригласил к себе в Потсдам Иоганна Себастьяна Баха. Результатом этой встречи стало Музыкальное приношение Баха — большой цикл произведений, написанных на тему, сочинённую и предложенную Баху королём. Эта тема вошла в историю музыки как «королевская тема». При дворе короля жили и работали крупные композиторы и музыканты-инструменталисты своего времени, среди них: флейтист, композитор, крупнейший музыкальный теоретик того времени и личный учитель короля по флейте Иоганн Иоахим Кванц, которого он предпочитал и ценил выше всех других служивших у него музыкантов, сын Иоганна Себастьяна Баха композитор Карл Филипп Эммануил, композитор и клавесинист Кристоф Шаффрат, композиторы Карл Генрих Граун, Иоганн Готлиб Граун, Иоганн Фридрих Рейхардт, композитор и органист Иоганн Фридрих Агрикола, композитор, лютнист и музыкальный теоретик Эрнст Готлиб Барон, композитор и музыкальный теоретик Карл Фридрих Христиан Фаш, знаменитый чешский композитор и скрипач Франтишек Бенда, его младший брат композитор и скрипач Йиржи Антонин Бенда, флейтист, композитор и музыкальный теоретик Фридрих Вильгельм Ридт, композитор и музыкальный теоретик Иоганн Филипп Кирнбергер. Для капеллы приобретались струнные инструменты лучших итальянских мастеров Амати и Страдивари.
В 1744 году Фридрих на основе Берлинского научного общества создаёт Берлинскую академию наук, куда приглашает со всей Европы лучших учёных, в том числе Мопертюи (президент) и Леонарда Эйлера (директор математического класса). В 1775 Фридрих открывает в Берлине первую публичную библиотеку.
Берлин, где отец подвергал его унижениям, Фридрих не любил. В 1747 он закладывает основу дворцово-паркового комплекса Сан-Суси в Потсдаме, который стал его летней резиденцией и получил неофициальное название «прусского Версаля». С момента окончания Семилетней войны он жил в Потсдаме постоянно — летом в Сан-Суси, а зимой в Старом городском или Новом дворце. Стиль построек Фридриха именуется фридерицианским рококо; его главным представителем был придворный архитектор Кнобельсдорф.

### Управленческие реформы
В своей самой ранней опубликованной работе «Анти-Макиавелли», и в своем более позднем «Политическом завещании», Фридрих писал, что суверен был первым слугой государства. Фридрих помог превратить Пруссию из европейской глуши в экономически сильное и политически реформированное государство. Он защитил свою промышленность высокими тарифами и минимальными ограничениями на внутреннюю торговлю. Он увеличил свободу слова в прессе и литературе, отменил большинство случаев применения судебных пыток, и ограничил число преступлений, наказуемых смертной казнью. Вместе со своим великим канцлером Самуэлем фон Кокцеи он реформировал судебную систему и сделал ее более эффективной. Он также направил суды в сторону большего юридического равенства всех граждан, упразднив специальные суды для особых социальных классов. Реформа была завершена после смерти Фридриха, в результате чего в 1794 г. было принято Прусское земское уложение, который уравновешивал абсолютизм с правами человека и корпоративные привилегии с равенством перед законом. Восприятие свода законов было неоднозначным, поскольку его часто считали противоречивым.
Фридрих стремился привести в порядок фискальную систему Пруссии. В январе 1750 года Иоганн-Филипп Грауман был назначен доверенным советником  по финансам, военным делам и королевским владениям, а также генеральным директором всех монетных дворов Денежная реформа Граумана немного снизила содержание серебра в прусском талере с 1⁄12 кёльнской марки серебра до 1⁄14, что привело металлическое содержание талера в соответствие с его номинальной стоимостью, и стандартизировала прусскую монетную систему. В результате прусские монеты, которые покидали страну почти так же быстро, как и чеканились,, остались в обращении в Пруссии. Фридрих подсчитал, что он заработал около миллиона талеров прибыли на сеньораже. Монета в конечном итоге стала общепринятой за пределами Пруссии и способствовала развитию промышленности и торговли.  Также была отчеканена золотая монета фридрихсдор с целью вытеснить голландский дукат из балтийской торговли. Однако фиксированное соотношение между золотом и серебром привело к тому, что золотые монеты стали восприниматься как более ценные, что заставило их покинуть обращение в Пруссии. Неспособный оправдать ожидания Фридриха относительно прибыли, Грауманн был уволен в 1754 году.
Хотя Фридрих обесценил монеты для финансирования Семилетней войны, что привело к беспорядку в прусской денежной системе,  Монетный указ от мая 1763 года вернул ее к стабильности, зафиксировав ставки приёма обесцененных монет, и потребовав уплаты налогов в валюте довоенного значения. Это привело к нехватке наличных денег, но Фридрих контролировал цены, выпуская запасы зерна, которые он держал в резерве для военных кампаний. Многие другие правители вскоре последовали его примеру. Функциональность и стабильность реформы сделали прусскую денежную систему стандартом в Северной Германии.
Около 1751 года Фридрих основал Эмденскую компанию для развития торговли с Китаем. Для стабилизации экономики появились лотерея, страхование от пожара, расчётный и кредитный банк. Одним из достижений Фридриха после Семилетней войны был контроль цен на зерно, благодаря чему государственные склады позволили бы гражданскому населению выжить в областях с плохим урожаем. Иоганну Эрнсту Гоцковскому было поручено развивать торговлю и для создания конкуренция Франции была построена шелковую фабрику, где работало 1,5 тыс. человек. Фридрих последовал рекомендациям Гоцковского в области пошлин и ограничений импорта. Когда Гоцковский попросил отсрочки во время банковского кризиса в Амстердаме в 1763 году, Фридрих забрал себе его фарфоровую фабрику, в будущем известную как Королевская фарфоровая мануфактура.
Фридрих модернизировал прусскую государственную службу и способствовал религиозной терпимости, чтобы привлечь больше поселенцев в Восточную Пруссию. С помощью французских специалистов он организовал систему косвенного налогообложения, которая принесла государству больше доходов, чем прямое налогообложение; хотя занимавшиеся ею французы могли прикарманить часть прибыли. Он установил новые правила для налоговых чиновников, чтобы сократить взяточничество. В 1781 году Фридрих сделал кофе королевской монополией, для соблюдения которой нанял солдат-инвалидов (нюхальщики кофе), чтобы шпионить за незаконно обжаривающими кофе.
Хотя Фридрих и начал проводить множество реформ во время своего правления, его способность доводить их до конца не была столь же дисциплинированной и тщательной, как его военные успехи.

### Судебная реформа
Придя к власти, Фридрих первым делом отменил пытки (ордонанс от 3 июля 1740). Затем он гарантировал имущественные права своих подданных, централизовал судопроизводство и отделил его от исполнительной власти в духе идей Монтескьё. В 1749 году Самуэлем фон Кокцеи был окончен и вступил в законную силу новый свод законов «Corpus juris Fridericianum». В этом кодифицированном нормативно-правовом акте были собраны все действующие законы Пруссии, которые были дополнены и новыми актуальными нормами. В 1781 году Фридрих совместно с ведущими юристами Пруссии, в частности, с фон Кармером, разрабатывает новые законы: «Всеобщее гражданское право» и «Общий порядок судопроизводства».

### Религиозная политика
Пруссия была создана как лютеранское государство, однако уже предшественники Фридриха стояли на общепротестантских позициях, давая убежище гугенотам, меннонитам и вальденсам (впоследствии это заложило основы Прусской унии). Свободно себя чувствовали и евреи. Однако веротерпимость Фридриха превзошла всех. Взойдя на престол, он заявил: 

Все религии равны и хороши, если их приверженцы являются честными людьми. И если бы турки и язычники прибыли и захотели бы жить в нашей стране, мы бы и им построили мечети и молельни
Неслыханным для протестантской страны, пережившей кровопролитные религиозные войны, стала закладка в Берлине католического собора святой Ядвиги в 1747 году.
В отличие от своего отца-кальвиниста, Фредерик был религиозным скептиком, и его называли деистом. Фредерик был прагматиком в отношении религиозной веры. Трижды за свою жизнь он излагал свое собственное исповедание христианской веры: во время своего тюремного заключения после казни Катте в 1730 году, после завоевания Силезии в 1741 году и непосредственно перед началом Семилетней войны в 1756 году. В каждом случае эти признания также служили личным или политическим целям.
Он терпимо относился ко всем религиям в своем королевстве, но протестантизм оставался предпочтительной религией, а католиков не избирали на высшие государственные посты. Фридрих хотел развития всей страны, адаптированного к потребностям каждого региона. Он был заинтересован в привлечении самых разных специалистов, будь то учителя-иезуиты, граждане-гугеноты или еврейские купцы и банкиры. Фридрих сохранил иезуитов в качестве учителей в Силезии, Вармии и округе Неце, признавая их образовательную деятельность как ценность для нации. Он продолжал поддерживать их после того, как папа Климент XIV бреве Dominus ac Redemptor упразднил реигиозный орден. Он подружился с римско-католическим князем-епископом Вармии Игнацы Красицким, которого попросил посвятить св. Собор Хедвиги в 1773 году.. Он принял бесчисленное множество ткачей-протестантов из Богемии, которые бежали от правоверно католической власти Марии Терезии, предоставив им свободу от налогов и военной службы. Постоянно занимаясь поиском новых колонистов, он поощрял иммиграцию, неоднократно подчеркивая, что национальность и религия его не волнуют. Эта политика позволила быстро восстановить численность населения Пруссии от значительных потерь, понесенных во время трех войн.
Хотя Фридрих был известен своей большей терпимостью к евреям и католикам, чем многие соседние немецкие государства, его основанная на практических интересах толерантсномть не была полностью беспристрастной. Фридрих написал в своем «Политическом завещании»: Testament politique:
У нас в городах слишком много евреев. Они нужны на польской границе, потому что в этих районах только евреи занимаются торговлей. Как только вы удаляетесь от границы, евреи становятся в невыгодном положении, они объединяются в группировки, занимаются контрабандой и пускаются на всевозможные мошеннические уловки, которые наносят ущерб христианским горожанам и купцам. Я никогда не преследовал никого из этой или какой-либо другой секты; однако я думаю, что было бы разумно обратить внимание на то, чтобы их число не увеличивалось.
Фридрих был менее терпим к католицизму на оккупированных им территориях. В Силезии он пренебрег каноническим правом, чтобы установить лояльное ему духовенство. В польской Пруссии он конфисковал имущество католической церкви, поставив духовенство в зависимость от правительства в плане оплаты труда и определив, как они должны выполнять свои обязанности.
Как и многие ведущие деятели Просвещения, Фридрих был масоном, присоединившись к нему во время поездки в Брауншвейг в 1738 году. Его членство узаконивало присутствие группы в Пруссии и защищало её от обвинений в подрывной деятельности. В 1786 году он стал первым верховным главнокомандующим Верховного совета 33-й степени; его эмблема с двуглавым орлом использовалась для масонов 32-й и 33-й степеней после введения семи дополнительных степеней в масонский обряд.
Религиозные взгляды Фредерика привели к его осуждению настроенным антиреволюционно французским иезуитом Огюстеном Баррюэлем. В книге 1797 г. «Мемуарах по истории якобинизма» тот описал ставшую влиятельной теорию заговора, по которой Фридрих был участником заговора, приведшего к началу Французской революции, и в том, что он был тайным «защитником и советником» французских заговорщиков: Вольтер, Жан ле Ронд д’Аламбер и Дени Дидро, которые стремились «уничтожить христианство» и разжечь «восстание против королей и монархов».

### Сельское хозяйство
Фридрих был живо заинтересован в землепользовании, особенно осушении болот и создании новых сельскохозяйственных угодий для колонистов, чтобы увеличить продовольственное снабжение королевства. Он называл это (нем. Peuplierungspolitik) (политика заселения). В его царствование было основано около 1,2 тыс. новых деревень. Он сказал Вольтеру: «Тот, кто улучшает почву, возделывает пустующие земли и осушает болота, совершает завоевания из варварства». Использование усовершенствованных технологий позволило осуществить масштабную программу осушения в болотистой местности Одербрух и дало около 60 тыс. гектаров новых сельскохозяйственных угодий, но уничтожила огромные полосы естественной среды обитания, биологическое разнообразие региона и вытеснила многочисленные местные виды растений и животных. Фридрих в духе эпохи Просвещения и рационализма рассматривал это как «укрощение» и «покорение» природы, считая необработанную землю «бесполезной». Он руководил строительством каналов для доставки урожая на рынок и ввел в страну новые культуры, особенно картофель и репу. За это его иногда называли (нем. Der Kartoffelkönig) (Картофельный король).
Картофельная кампания продемонстрировала просветительский взгляд на развитие научного сельского хозяйства и бросала вызов традициям ради блага населения.
Интерес Фридриха к освоению земель мог быть результатом его воспитания: будучи ребёнком по приказу отца он работал в провинциях и изучил сельское хозяйство и географию страны. Это породило интерес к агрокультуре, который мальчик сохранил, когда стал правителем.
Фридрих основал первую ветеринарную школу в Пруссии. В противовес своему времени и аристократическому происхождению он критиковал охоту как жестокую, грубую и необразованную. Когда кто-то спросил Фридриха, почему он не носит шпоры ездя на лошади, он ответил: «Попробуйте воткнуть вилку в свой голый живот, и вы скоро поймете, почему» Он любил собак и свою лошадь и хотел, чтобы его похоронили вместе со своими борзыми. В 1752 году он написал своей сестре Вильгельмине, что люди, равнодушные к верным животным, не будут преданы своим товарищам-людям. Он также был близок к природе и издавал указы о защите растений.

### Территориальные завоевания
За годы правления Фридриха Великого территория Пруссии увеличилась вдвое. Первое и самое главное завоевание он сделал уже на первом году своего царствования. При известии о смерти императора Карлa VI, не оставившего мужских потомков, Фридрих отказался признать Прагматическую санкцию, допускавшую передачу императорского престола по женской линии, и, под предлогом старых прав Гогенцоллернов на несколько силезских графств, в декабре 1740 года вторгся в Силезию и оккупировал её всю, дав таким образом сигнал к началу Войны за австрийское наследство (конкретно войны Фридриха с Австрией за Силезию известны в германской историографии как Силезские войны).
Захват Силезии был закреплён победой при Мольвице — первой победой Фридриха, которой он был целиком обязан фельдмаршалу Шверину: после того как в начале битвы слабая прусская кавалерия была разгромлена, а правый фланг пруссаков смят, Шверин, предвидя возможную гибель и пленение армии, уговорил Фридриха спасаться, чтобы самому не попасть в плен. Однако в отсутствие Фридриха он сумел выправить положение и в конце концов перейти в контратаку. В результате Фридрих втайне от союзников заключил с австрийским главнокомандующим Нейпергом устное соглашение в Клейн-Шеллендорфе, согласно которому ему отходили Нижняя и Средняя Силезия.
Однако новые успехи антиавстрийской коалиции (прежде всего, занятие французами Праги) заставили его в 1742 году нарушить и это перемирие и вновь вмешаться. Битва при Шотузице 17 мая 1742 года окончилась победой Фридриха несмотря на то, что австрийцам удалось занять и сжечь город Шотузиц и разграбить обоз пруссаков. Вслед за тем Фридрих подписал с Австрией сепаратный мир в Бреславле (11 июня), которым ему отдавалась уже вся Силезия (включая Верхнюю) и графство Глац. Успехи Австрии в последующие два года обеспокоили Фридриха, и в 1744 году он нарушил и этот договор и вновь вступил в антиавстрийскую коалицию, на этот раз попытавшись захватить Богемию. Однако поход в Богемию после первых успехов окончился полным провалом; в результате Фридриху пришлось в 1745 году вновь защищать Силезию и даже Берлин (на который двигались австро-саксонские войска), что он с блеском и исполнил, одержав над австрийцами победы при Гогенфридберге и Сооре, а над саксонцами победу при Кессельдорфе, после которой он оккупировал Саксонию.
В результате 25 декабря 1745 г. в Дрездене был подписан новый мир, который подтвердил статьи Бреславльского договора о присоединении к Пруссии провинции Силезия и графства Глац, тогда как Фридрих со своей стороны признал императором мужа Марии-Терезии Франца I. Присоединение промышленно развитой Силезии с её 3-миллионным населением резко усилило Пруссию, придав ей статус великой европейской державы.
Вторым завоеванием Фридриха стала Западная Пруссия — территория Польши, разделявшая Бранденбург с Восточной Пруссией. Её удалось получить мирным путём в 1772 году в результате первого раздела Польши, воспользовавшись дипломатическим союзом с Россией.

### Война за Австрийской наследство
Когда Фридрих стал королем, он столкнулся с уязвимостью разрозненных владений и слабой экономической базой. Чтобы укрепить позиции Пруссии, он вел войны главным образом против Австрии, династия Габсбургов которой непрерывно правила как императоры Священной Римской империи с XV века. Таким образом, вступив на престол 31 мая 1740 года, Фридрих отказался одобрить Прагматическую санкцию 1713 года, юридический механизм, гарантировавший наследование владений Габсбургов Марией Терезией Австрийской, дочерью императора Священной Римской империи Карла VI. После смерти Карла VI 29 октября 1740 года, Фридрих оспорил право 23-летней Марии Терезии на наследование земель Габсбургов, одновременно отстаивая свои собственные права на австрийскую провинцию Силезия, основываясь на ряде старых, хотя и неоднозначных претензий Гогенцоллернов на части Австрии. Силезия.
Первая Силезская война (1740-1742, часть войны за австрийское наследство) началась 16 декабря 1740 года, когда Фридрих вторгся в Силезию и быстро оккупировал почти всю Силезию в течение семи недель.. Хотя Фридрих оправдывал свою оккупацию династическими соображениями, слабая в военном и политическом отношении часть империи Габсбургов могла дать существенные долгосрочные экономические и стратегические выгоды. Оккупация Силезии присоединила к королевству Фридриха один из самых густонаселенных промышленных регионов Германии и дала ему контроль над судоходной рекой Одер.. It nearly doubled Prussia's population and increased its territory by a third. Это также помешало королю Польши и курфюрсту Саксонии Августу III попытаться объединить свои разрозненные земли через Силезию.
В конце марта 1741 г. Фридрих снова выступил в поход, чтобы захватить несколько оставшихся крепостей. Он был удивлен прибытием австрийской армии, с которой сражался в битве при Мольвице 10 апреля 1741 года. Хотя Фридрих служил под командованием принца Евгения Савойского, это было его первое крупное сражение в качестве командующего. Кавалерия Фридриха была дезорганизована атакой австрийской, полагая поражение Фридрих ускакал прочь, чтобы избежать плена, оставив фельдмаршала Курта Шверина вести дисциплинированную прусскую пехоту к победе. Позже Фридрих признает, что был унижен, сложив с себя полномочия главнокомандующего и заявит, что Мольвиц был его школой. Разочарованный успехами своей кавалерии, подготовкой которой его отец пренебрег в пользу пехоты, Фридрих проводил большую часть своего времени в Силезии, разрабатывая новую доктрину этому виду войск.
Воодушевленные победой Фридриха при Мольвице, Франция и Бавария вступили в войну в начале сентября 1741 г., и двинулись на Прагу. Тем временем Фридрих, наряду с другими членами Нимфенбургской лиги, поддержал кандидатуру Карла Баварского в качестве императора Священной Римской империи. В конце ноября франко-баварские войска взяли Прагу, и Карл был коронован королем Богемии. Впоследствии, 24 января 1742 года, он был избран императором Священной Римской империи Карлом VII. После того как австрийцы вывели свою армию из Силезии, чтобы защитить Богемию, Фридрих погнался за ними и преградил им путь к Праге. Австрийцы контратаковали 17 мая 1742 года, положив начало битве при Хотусице. Переобученная кавалерия Фридриха оказалась более эффективной, чем при Мольвице, но в очередной раз именно дисциплина прусской пехоты одержала победу на поле боя и позволила Фридриху одержать крупную победу. Эта победа, наряду с захватом Праги франко-баварскими войсками, вынудила австрийцев искать мира. По условиям Бреслауского мира от июня 1742 г., Пруссия получила большую часть Силезии и графство Глац, австрийцы удержали её малую часть.
К 1743 году австрийцы покорили Баварию и изгнали французов из Богемии. Фридрих сильно подозревал, что Мария Терезия возобновит войну в попытке вернуть Силезию. Соответственно, он возобновил свой союз с Францией и в августе 1744 года вторгся в Богемию, начав Вторую Силезскую войну. В конце августа 1744 года армия Фридриха пересекла границу Чехии, двинулась прямо на Прагу и осадила город, который сдался 16 сентября 1744 года после трехдневной бомбардировки. Войска Фридриха немедленно продолжили наступление в самое сердце центральной Чехии, но Саксония уже вступила в войну против Пруссии. Хотя объединенные австрийская и саксонская армии численно превосходила прусскую, они отказались вступать в прямой бой, вместо этого нарушив её линии снабжения. С приближением зимы Фридрих был вынужден отступить в Силезию Тем временем Фридрих присоединил Восточную Фризию на побережье Северного моря в Германии, воспольщовавшись пресечением правящего рода.
В январе 1745 года скончался император Священной Римской империи Карл VII Баварский, случился вывод Баварии из войны и избрание императором Священной Римской империи мужа Марии Терезии Франца Лотарингского. Теперь, когда австрийцы могли сосредоточиться исключительно на армии Фридриха, они, подкрепленные саксонцами, перешли горы и вторглись в Силезию. Позволив им переправиться,  Фридрих сковал их и нанес решительное поражение в битве при Гогенфридберге 4 июня 1745 года,. Впоследствии Фридрих продвинулся в Богемию и отразил контратаку австрийцев в битве при Суре. Затем Фридрих повернул к Дрездену, когда узнал, что саксонцы готовятся к походу на Берлин. Однако 15 декабря 1745 г. армия Леопольда Ангальт-Дессауского нанесла им сокрушительное поражение в битве при Кессельсдорфе. Соединённачя армия заняла столицу Саксонии Дрезден, вынудив Августа III капитулировать.
По условиям Дрезденского мирного договора, подписанного 25 декабря 1745 года, Австрия была вынуждена придерживаться условий Бреслауского мирного договора о передаче Силезии Пруссии. Именно после подписания договора Фридрих, которому тогда было 33 года, впервые стал известен как "Великий".

### Семилетняя война
Хотя Фридрих вышел из войны за австрийское наследство, как только Австрия гарантировала ему владение Силезией, Австрия оставалась втянутой в войну вплоть до заключения Второго Ахенского мира в 1748 г. Менее чем через год после подписания договора Мария Терезия вновь начала поиск союзников, особенно рассчитывая на Россию и Францию, чтобы в конечном итоге возобновить войну с Пруссией за возвращение Силезии. За 10 лет мира после Дрезденского мирного договора, Фридрих готовился защищать свои притязания, укрепляя захваченный регион, расширяя армию и реорганизуя финансы.
В 1756 г. Фридрих попытался воспрепятствовать британскому финансированию русской армии на границе с Пруссией, заключив на Вестминстерском конвенте союз с Великобританией, по которому Пруссия защищала-бы Ганновер от нападения Франции, а Британия больше не субсидировала бы Россию. Этот договор вызвал дипломатическую революцию, в ходе которой для противодействия новой коалиции традиционные враги в лице Австрии Габсбургов и Франции Бурбонов объединились с Россией. Чтобы укрепить свои стратегические позиции, 29 августа 1756 г. хорошо подготовленная армия Фридриха вторглась в Саксонию. Его вторжение спровоцировало Третью Силезскую войну и более масштабную Семилетнюю войну, которые продолжались до 1763 г. Он быстро захватил Дрезден, осадил попавшую в ловушку саксонскую армию в Пирне и продолжил марш с остатками своей армии в Северную Богемию, намереваясь там перезимовать. В битве при Лобозице он одержал близкую победу над австрийской армией, которая намеревалась освободить Пирну, но затем отвел свои войска обратно в Саксонию на зиму. Когда в октябре 1756 г. саксонцы в Пирне капитулировали, Фридрих силой включил их в состав своей армии. Это действие, наряду со вторжением в нейтральную Саксонию, вызвало широкую международную критику; но завоевание Саксонии предоставило Пруссии значительные финансовые, военные и стратегические ресурсы для продолжения войны.
Ранней весной 1757 г. Фридрих снова вторгся в Богемию. Он одержал победу над австрийцами в битве при Праге 6 мая 1757 г., но потери были настолько велики, что он не смог взять город и решил осадить его. 18 июня 1757 г. Фридрих потерпел свое первое крупное поражение в битве при Колине, что вынудило его отказаться от вторжения в Богемию. Когда французы и австрийцы преследовали его в Саксонии и Силезии осенью 1757 г., Фридрих разбил гораздо более многочисленную франко-австрийскую армию в битве при Россбахе и другую австрийскую армию в битве при Лейтене. Фридрих надеялся, что эти две победы заставят Австрию начать переговоры, но Мария Терезия была полна решимости не заключать мир, пока не вернет Силезию. Несмотря на высокие показатели, потери в боях, от болезней и дезертирства серьёзно снизили качество прусской армии.
В оставшиеся годы войны Фридрих столкнулся с коалицией врагов, включавшей в себя Австрию, Францию, Россию, Швецию и Священную Римскую империю, имея на своей стороне лишь Великобританию и союзных ей Гессен-Кассель, Брауншвейг-Вольфенбюттель и Ганновер. В 1758 г. Фридрих вновь проявил инициативу, вторгшись в Моравию. К маю он осадил Ольмюц, но австрийцы смогли удержать город и уничтожили обоз Фридриха с припасами, вынудив его отступить в Силезию. Тем временем русская армия продвинулась на расстояние 160 км. к востоку от Берлина. В августе в битве при Цорндорфе армия Фридриха лишилась около 1/3 солдат, само сражение не выявило чёткого победителя. Затем он направился на юг, чтобы встретиться лицом к лицу с австрийской армией в Саксонии. Там он потерпел поражение в битве при Хохкирхе 14 октября, хотя австрийские войска не смогли воспользоваться своей победой.
Во время кампании 1759 г. австрийские и русские войска перехватили инициативу, которую сохраняли до конца войны. Они объединились и двинулись на Берлин. Армия Фридриха, состоявшая из значительного числа недавно набранных и полуобученных солдат, попыталась остановить их в битве при Кунерсдорфе 12 августа, где он потерпел поражение, а его войска были разбиты наголову. Почти половина его армии была уничтожена, а Фридрих едва не погиб сам, когда пуля разбила табакерку, которую он держал при себе. Тем не менее, австро-русские войска заколебались и остановили свое наступление на год, это событие Фридрих позже назвал «Чудом Бранденбургского дома». Фридрих провел остаток года в тщетных попытках выбить австрийцев из Саксонии, где они отбили Дрезден. Его усилия стоили ему дальнейших потерь, когда его генерал Фридрих Август фон Финк капитулировал при Максене 20 ноября.
В начале 1760 г. австрийцы предприняли попытку отвоевать Силезию, но Фридрих разбил их в битве при Легнице 15 августа. Победа не позволила Фридриху перехватить инициативу или помешать русским и австрийским войскам совершить налет на Берлин в октябре с целью получить выкуп у города. В конце кампании Фридрих принял участие в своем последнем крупном сражении в войне — битве при Торгау 3 ноября, окончившейся незначительной победой и защитившей столицу от будущих набегов. Король стал жертвой несчастного случая, когда ему в грудь попала стреляная гильза.
К 1761 г. австрийская и прусская армия были настолько истощены, что между ними не велось крупных сражений. Положение Фридриха стало ещё более отчаянным, когда Британия, одержав победу на американском и индийском театрах военных действий, прекратила финансовую поддержку Пруссии после смерти его дяди короля Георга II. Русские войска продолжали свое наступление, оккупировав Померанию и часть Бранденбурга и медленно продвигаясь к Берлину, казалось, что Пруссия вот-вот рухнет. 6 января 1762 года Фридрих написал графу Карлу-Вильгельму фон Финкенштейну: «Теперь нам следует подумать о том, чтобы сохранить для моего племянника путем переговоров те фрагменты моей территории, которые мы можем спасти от алчности моих врагов».
Внезапная смерть российской императрицы Елизаветы Петровны в январе 1762 г. привела к вступлению на престол её немецкого племянника, герцога Гольштейн-Готторпа и пруссофила Петра III. Это привело к распаду коалиции; Петр немедленно пообещал положить конец российской оккупации Восточной Пруссии и Померании. Одним из первых дипломатических начинаний Петра III было стремление получить прусский воинский титул; Фридрих согласился. Петр III был настолько влюблен в Фридриха, что не только предложил ему использовать русский корпус до конца войны с Австрией, но и в письме заявил, что предпочел бы быть генералом прусской армии, а не царем России. Что ещё более важно, превращение России из врага Пруссии в её покровителя встревожило руководство Швеции, которое поспешно заключило мир. Когда угроза с востока миновала, а Франция после понесённых поражений от Британии стала стремиться к миру, Фридрих смог загнать австрийцев в тупик. Хотя последовавший за этим Губертусбургский мир вернул европейские границы к довоенному состоянию, способность Фридриха удержать Силезию вызвала восхищение Пруссией на всех немецкоговорящих территориях. Через год после этого новая русская императрица Екатерина II подписала восьмилетний союз с Пруссией, хотя и на условиях, выгодных русским.
Окончательный успех Фридриха стоил Пруссии больших финансовых затрат. Часть этого бремени была покрыта англо-прусской конвенцией, которая с 1758 по 1762 гг. предоставляла Пруссии ежегодные субсидии в 670 тыс. фунтов стерлингов. Эти субсидии прекратились, когда Фридрих вступил в союз с Петром III, отчасти из-за изменившейся политической ситуации и снижения готовности Великобритании её выплачивать. Фридрих также финансировал войну, обесценив прусскую монету в пять раз; фальшивые монеты были изготовлены с помощью лейпцигских минцмейстеров Вейтеля Гейне Эфраима, Даниэля Ицига и Мозеса Айзекса. Он также обесценил монеты Саксонии и Речи Посполитой. Это помогло Фридриху покрыть более 20 % расходов на войну, но ценой большой инфляции и экономических потрясений во всем регионе. Саксония, оккупированная Пруссией на протяжении большей части конфликта, в результате осталась почти без средств к существованию, с которым смогла справиться. В то время как Пруссия не потеряла территорий, её население и армия были сильно истощены боями и вторжениями Австрии, России и Швеции. Лучшие офицеры Фридриха были убиты в ходе конфликта. Хотя к 1772 г., когда экономика в значительной степени восстановилась и Фридриху удалось довёл армию до 190 тыс. (3-е место в Европе), почти никто из офицеров этой армии не были ветеранами его поколения, и отношение короля к ним было крайне суровым. За время войны умерли многие из его ближайших друзей и членов семьи, включая брата Августа Вильгельма, сестру Вильгельмину и мать.

### Разделы Польши
Фридрих стремился приобрести и экономически эксплуатировать Королевскую Пруссию в рамках более масштабного развития Пруссии. Ещё в 1731 г. он предположил, что его страна выиграет от аннексии польской территории, и описал Польшу как «артишок, который можно есть лист за листом». К 1752 году он подготовил почву для раздела Речи Посполитой, стремясь объединить территориально разъединённые Померанию, Бранденбург и Восточную Пруссию. Новые территории обеспечили бы рост налоговой базы, мобилизационный резерв, став для Пруссии аналогом заморских колоний других великих держав.
Польша была уязвима для раздела из-за плохого управления и вмешательства иностранных держав в её внутренние дела. Сам Фридрих был частично ответственен за эту слабость, выступая против попыток проведения финансовых и политических реформи подрывая польскую экономику, подвергая инфляции её валюту за счет использования польских штампов для чеканки монет. Прибыль превысила 25 млн талеров — вдвое больше национального бюджета Пруссии в мирное время. Он сорвал попытки Польши создать стабильную экономическую систему, построив таможенный форт в Квидзыне на Висле, главной торговой артерии Польши, и подвергнув бомбардировке польские таможенные порты на Висле.
Фридрих использовал религиозные разногласия в Польше, чтобы сохранить королевство открытым для прусского контроля. Польша была преимущественно католической страной, но примерно 10 % населения Польши (600 тыс. православных и 250 тыс. протестантов) были некатоликами. В 1760-е годы политическое значение диссидентов было непропорционально их численности. Хотя они по-прежнему обладали значительными правами, Речь Посполитая после периода значительной религиозной и политической свободы все больше урезала их гражданские права. Вскоре протестантам запретили занимать государственные должности и заседать в Сейме. Фридрих воспользовался этой ситуацией, став защитником интересов протестантов в Польше во имя свободы вероисповедания.. Фридрих ещё больше укрепил контроль Пруссии, заключив союз с Екатериной Великой, которая добилась избрания королём Речи Посполитой своего бывшего любовника и фаворита Станислава Понятовского. Вместе с Россией Пруссия воспрепятстсвовала попыткам польских реформ, проводимых Понятовским и Чарторыйскими.
После того как Россия оккупировала Дунайские княжества в 1769—1770 годах, представитель Фридриха в Санкт-Петербурге и его брат принц Генрих, убедил Фридриха и Марию Терезию в том, что баланс сил будет поддерживаться путем трехстороннего раздела Речи Посполитой вместо того, чтобы Россия отбирала земли у Османской империи. Они согласились на первый раздел Польши в 1772 году без войны. Фридрих приобрел большую часть Королевской Пруссии, присоединив 38 тыс. км² и 600 тыс. жителей. Хотя доля Фридриха в разделе была самой маленькой из разделявших держав, приобретенные им земли имели примерно такую же экономическую ценность, как и у остальных участников раздела, и имели большое стратегическое значение. Недавно созданная провинция Западная Пруссия соединила Восточную Пруссию и Дальнюю Померанию, предоставила Пруссии контроль над устьем реки Вислы и перекрыла морскую торговлю Польши. Мария Терезия неохотно согласилась на раздел, на что Фридрих саркастически заметил: "Она плачет, но принимает.
Фридрих предпринял эксплуатацию польской территории под предлогом просвещенной цивилизаторской миссии, которая подчеркивала предполагаемое культурное превосходство прусских обычаев. Он считал польскую Пруссию варварской и нецивилизованной, описывая её жителей как «неряшливое польское отребье».. Его долгосрочной целью было вытеснение поляков путем германизации, которая включала в себя присвоение земель польской короны и монастырей, введение военного призыва, поощрение расселения немцев в регионе и проведение налоговой политики, которая непропорционально обнищала польских дворян.

### Война за баварское наследство 1778—1779 гг.
В конце своей жизни Фридрих вовлек Пруссию в маломасштабную войну за баварское наследство в 1778 г/, в ходе которой пресёк попытку Австрии обменять австрийские Нидерланды на Баварию. Со своей стороны, австрийцы пытались оказать давление на французов, чтобы те приняли участие в войне, поскольку рассматривались связанные с Вестфальским миром гарантии, связывавшие французскую династию Бурбонов и австрийскую династию Габсбургов-Лотарингцев. К несчастью для австрийского императора Иосифа II, французский двор не пожелал поддержать его в этом споре, ибо был занят поддержкой революционеров в Северной Америке, а идея союза с Австрией была непопулярна во Франции после окончания Семилетней войны. Фридрих в конечном итоге получил выгоду от войны за независимость США, ибо Австрия осталась более или менее изолированной.
Саксония и Россия, которые были союзниками Австрии в Семилетней войне, теперь были союзниками Пруссии. Хотя Фридрих к старости устал от войны, он был полон решимости не допустить доминирования Австрии в делах Германии. Фридрих и принц Генрих ввели прусскую армию в Богемию, чтобы противостоять армии Иосифа, но обе армии в конечном счете зашли в тупик, в основном занимаясь манёврами и фуражировками и вступая в перестрелки. Давняя соперница Фридриха Мария Терезия, которая была матерью Иосифа и его соправительницей, не хотела новой войны с Пруссией и тайно направила к Фридриху послов для обсуждения мирных переговоров. Наконец, Екатерина II пригрозила вступить в войну на стороне Фридриха, если мир не будет заключен, и Иосиф неохотно отказался от своих притязаний на Баварию. Когда в 1784 г. Иосиф предпринял повторную попытку, Фридрих заручился помощью курфюрстов Ганновера Георга III и Саксонии Фридриха Августа III, а также нескольких других второстепенных немецких князей, создав Фюрстенбунд для защиты немецких свобод. Возможно, что ещё более важно, Фридрих выиграл от перехода на сторону князей старшего прелата Немецкой церкви и архиепископа Майнца Фридриха Карла Йозефа фон Эрталя, который также был архиканцлером Священной Римской империи, что ещё больше укрепило позиции Фридриха и Пруссии среди германских государств. Сначала было заключено перемирие с Пруссией, а потом, на конгрессе в Тешене, австрийцы отказались от Баварии в обмен на небольшие территории по правому берегу Инна.

### Последние годы жизни
Ближе к концу своей жизни Фридрих становился все более одиноким. Его круг близких друзей в Сан-Суси постепенно исчез, замена ему была немногочисленной, и Фридрих становился все более критичным и деспотичным, к разочарованию чиновничества и офицерства. Фридрих был чрезвычайно популярен среди прусского народа из-за его просвещенных реформ и военной славы; граждане Берлина всегда приветствовали его, когда он возвращался с административных или военных смотров. Прусский народ прозвал его Der Alte Fritz (Старый Фриц), и это имя стало частью его наследия. Фридрих не получал большого удовольствия от популярности, предпочитая вместо этого компанию своих любимых левреток которых он называл «маркизами де Помпадур» в насмешку над любовницей короля Франции Людовика XV. Даже в конце 60-х и начале 70-х годов, когда его все больше беспокоили астма, подагра и другие недуги, он вставал до рассвета, выпивал от шести до восьми чашек кофе в день, «с горчицей и перцем», и занимался государственными делами с характерным упорством..
Утром 17 августа 1786 г. Фридрих умер в кресле в своем кабинете в Сан-Суси в возрасте 74 лет. Он оставил распоряжения, чтобы его похоронили рядом с его борзыми на виноградной террасе Сан-Суси. Его племянник и преемник Фридрих Вильгельм II вместо этого приказал похоронить его рядом с отцом в Потсдамской гарнизонной церкви. Ближе к концу Второй мировой войны Адольф Гитлер приказал спрятать гроб Фридриха в соляной шахте, чтобы защитить его от разрушения. Армия США перевезла останки в Марбург в 1946 году; в 1953 году гробы Фридриха и его отца были перевезены в Замок Гогенцоллерн.
17 августа 1991 г. гроб Фридриха был выставлен на почетном дворе в Сан-Суси, накрытый прусским флагом и сопровождаемый почетным караулом Бундесвера. После наступления темноты тело Фридриха было похоронено на террасе виноградника — в склепе, который он там построил — без помпы, в соответствии с его волей. Посетители его могилы часто кладут картофель на надгробный камень в знак признания его роли в продвижении овоща в Пруссии.

## Оценки личности
Фридрих был полиглотом, кроме своего родного немецкого языка, король владел французским, английским, испанским, португальским и итальянским; читал на латыни, греческом и древнегреческом. В быту любил простоту, порядок, умеренность, был бережлив до скупости. Вставал рано (не позже 6 часов утра). С детства любил музыку. Каждый вечер он отводил один час для игры на флейте. В свободное время он писал книги: «Письма о любви к отечеству», «Рассуждения о различных образах правления и о обязанностях государей», «История раздела Польши», «Историю своего времени» и «Исторические записки Бранденбургского дома». В общении иногда был чересчур язвителен. Также он был заядлым собаководом.
На войне Фридрих был храбр и никогда не падал духом. Он лично водил своих солдат в атаку. Фридрих молниеносно принимал решения и столь же быстро их реализовывал, что часто давало ему преимущество над противниками, вынужденными подолгу согласовывать свои действия с правительствами своих монархов. Впрочем, в его послужном списке блестящие победы соседствуют с бесславными разгромами. Репутация военного гения, закрепившаяся за ним впоследствии, принадлежит скорее его брату Генриху, наступательные успехи которого Фридрих вынужден был иногда пресекать из политических соображений.
Во времена нацистской Германии короля Пруссии было принято изображать как одинокого борца, для которого не существует любви и прочих «сантиментов». Делалось это с постоянной оглядкой на Адольфа Гитлера: он согласно официальной нацистской версии был чужд любых плотских и вообще житейских радостей. В то же время габсбургская пропаганда со времени Силезских войн рисовала Фридриха «тираном-содомитом».

### Личная жизнь
Женщин Фридрих не любил, а со своей женой был холоден и не поддерживал с ней супружеских отношений. В новейших биографиях Фридриха приводится описание брачной ночи Фридриха и Елизаветы Брауншвейгской: кронпринц с неохотой провёл час со своей женой, а затем гулял на улице остаток ночи. По Европе ходили слухи о гомосексуальности прусского короля. В непристойной поэме «Палладиум», напечатанной анонимно, Фридрих высказывается в защиту однополой любви. Биографы Фридриха считают, что помимо упомянутого выше лейтенанта Катте, у него на протяжении ряда лет была интимная связь с итальянцем Альгаротти, который, по словам Фридриха, своим телесным сложением превосходил модели Праксителя. Известны эротические стихотворения Фридриха, посвящённые своему любимцу. Монарх привёз его на коронацию в Кёнигсберг в собственной карете, по словам современника, «подобно метрессе».
Французский премьер-министр герцог Шуазёль утверждал в своей эпиграмме, что Фридрих «познаёт экстаз лишь в объятьях полковых барабанщиков». Вольтер в своих мемуарах сообщает, что, встав ото сна и одевшись, Фридрих вызывал к себе двух-трёх любимцев — «то ли лейтенантов своего полка, то ли пажей, то ли гайдуков. Пили кофе. Тот, кому кидали носовой платок, оставался затем ещё на несколько минут с королём. До последних крайностей дело не доходило, ибо Фридрих ещё при жизни отца тяжело пострадал от своих мимолётных связей, и дурное лечение не поправило дела. Играть первую роль он не мог; приходилось довольствоваться вторыми ролями». Женщины, отмечает Вольтер, доступа во дворец вообще не имели. Намёк на заражение сифилисом в результате гомосексуальной связи и неудачную операцию, в итоге которой Фридрих стал импотентом, видят в письме Фридриха племяннику: он советует избегать «греческих удовольствий», заверяя, что его «личный опыт» доказывает, что «это не приносит удовлетворения».
Казанова в своих мемуарах не без иронии отмечает, что при встрече с ним Фридрих оглядел его с ног до головы и сказал: «А вы красивый мужчина!». Также Казанова называет одного из возлюбленных Фридриха — аббата Бастиани: «Он показал мне любовные письма, полученные им от короля Прусского до его рукоположения; государь был положительно без ума от Бастиани, пожелал стать его возлюбленной и по-царски наградил, увенчав церковными лаврами». В числе любовников Фридриха называли также его доверенного слугу Михаэля-Габриэля Фредерсдорфа, с которым Фридрих сошёлся во время своего заключения; он сделал Фредерсдорфа камердинером, затем директором Берлинской оперы и наконец, ко всеобщему скандалу, канцлером. Вольтер писал о нём: «Этот солдат, молодой, красивый, хорошо сложённый и игравший на флейте, служил, чтобы развлекать заключённого не одним только способом».
Гомоэротические мотивы изобилуют в любимой резиденции Фридриха — Сан-Суси. Из окон кабинета Фридриха просматривается беседка со статуей обнажённого «Антиноя». В Новом дворце, заложенном по приказу Фридриха в 1763 году, самая большая фреска изображает представление Зевсу юного Ганимеда. Медальоны с изображениями однополых любовников античности украшают знаменитый храм Дружбы. Вместе с тем, в отличие от шведского короля Густава III, Фридрих не позволял своим фаворитам вмешиваться в государственные дела и на публике вёл себя сдержанно (в отличие от брата Генриха, который открыто сожительствовал с мужчинами).
Имеются сведения о сексуальных отношениях Фридриха с женщинами. Тот же Вольтер пишет, что в бытность принцем Фридрих был влюблён в некую дочь школьного учителя из г. Бранденбурга, которую его отец, узнав об этой связи, приказал выпороть. Сестра Фридриха Великого, Вильгельмина Байройтская в своих мемуарах утверждает, что её брат в юности был возлюбленным Анны Каролины Орзельской, побочной дочери Августа Сильного. Этот факт отмечен в большинстве монографий по данной тематике.
Казанова пишет о приязненных и даже любовных отношениях короля с танцовщицей Барбариной Кампанини, которые, однако, не принесли ему счастья: «После любовной связи с Барбариной Фридрих стал относиться к женщинам резко отрицательно». Причиной этому, вероятно, послужил тайный брак танцовщицы с одним из молодых прусских чиновников. Чтобы привлечь её в Пруссию, король согласился подписать невиданный по тем временам контракт. Барбарина должна была получить 7 тысяч талеров в год и отпуск в 5 месяцев. А когда актриса отказалась от контракта, Фридрих приказал «принять надлежащие меры, чтобы доставить эту тварь (Барбарину) на место». Барбарина была выкрадена из Вены. По выражению Вольтера, который, в отличие от Казановы, близко знал короля, Фридрих «был в неё немного влюблён, потому что ноги у неё были мужские».
В книге Ф. А. Кони «История Фридриха Великого» говорится о вполне гармоничной, хотя и лишённой любви, семейной жизни короля с женой Елизаветой Кристиной Брауншвейгской. Автор указывает в качестве причины прохладных отношений между супругами бездетность их союза. В XIX веке большинство авторов (наиболее известен в России Бернгард Куглер) придерживалось именно этой точки зрения. Следует отметить, однако, что в тогдашних условиях, особенно в России и Пруссии, противоположное мнение и не могло быть высказано печатно. Современный историк Дэвид Фрейзер в своей книге «Фридрих Великий» делает вывод о том, что «…в любом случае, секс не играл в его жизни сколько-нибудь значимой роли».

## Память
Фридрих Великий почитается одним из трёх общегерманских национальных героев, наряду с Бисмарком и Аденауэром. Добрая память согласуется с мнением историков, которые отмечают:

Именно Фридрих Великий всего за 20 лет превратил Пруссию из маленького княжества в одну из сильнейших держав Европы.
- В 1851 году «Старому Фрицу» был возведён бронзовый памятник в центре Берлина (скульптор Кристиан Раух)[244].
- В нацистской Германии национал-социалистическая пропаганда превратила образ прусского короля в один из символов «немецкого возрождения». Идеолог нацизма Альфред Розенберг называет Фридриха «идеалом нордической красоты» и «Фридрихом Единственным». Адольф Гитлер именует короля «гениальным героем из Сан-Суси». Стоицизм Старого Фрица противопоставляется разнузданным нравам королей Галантного Века.
- Фридрих Великий и теперь продолжает быть кумиром немецких неонацистов. Так, во время перезахоронения короля в 1991 году на это мероприятие съехались представители ряда ультраправых партий и союзов Германии.

## Образ в искусстве
О жизни Фридриха ставились многочисленные фильмы, спектакли, публиковались научные и литературно-художественные сочинения. Фридрих часто изображался на открытках и плакатах. По количеству изображений Фридрих мог бы потягаться с самим Гитлером, так был дорог этот образ немецким национал-социалистам.

### В музыке
Поклонение Фридриху находит своё воплощение в творчестве неонацистов. Так, музыкальная группа Landser, известная своими связями с «бритоголовыми», выпустила сингл под названием 'Fridericus Rex'.

### В литературе
- Пером и шпагой — исторический роман Валентина Пикуля.
- Фаворит — исторический роман Валентина Пикуля.
- Графиня Рудольштадт — роман Жорж Санд, продолжение романа «Консуэло».

### В кино
В Германии ещё до прихода национал-социалистов к власти существовало целое направление в историческом кинематографе — «фильмы о короле Фридрихе» (нем. Fredericus Rex — Film»).
- 1920 — «Танцовщица Барбарина» / Die Tänzerin Barberina (в роли Фридриха Великого — Отто Гебюр)
- 1921—1923 — «Король Фридрих» / Fridericus Rex (киноэпопея в 4-х частях, в роли Фридриха Великого — Отто Гебюр):
  - «Sturm und Drang»
  - «Vater und Sohn»
  - «Sanssouci»
  - «Schicksalswende»
- 1926 — «Мельница Сан-Суси» — Отто Гебюр
- 1928 — «Старый Фриц» / Der alte Fritz (в 2-х частях, в роли Фридриха Великого — Отто Гебюр):
  - «Friede»
  - «Ausklang»
- 1929 — «Ватерлоо[нем.]» — Отто Гебюр
- 1930 — «Концерт для флейты в Сан-Суси» / Das Flötenkonzert von Sans-souci (первый звуковой «фильм о короле Фридрихе», в роли Фридриха Великого — Отто Гебюр)
- 1932 — «Танцовщица из Сан-Суси» / Die Tänzerin von Sanssouci — Отто Гебюр
- 1933 — «Лейтенский хорал» / Der Choral von Leuthen — Отто Гебюр

После 1933 года направление «фильмы о короле Фридрихе» стало одним из главных в немецком пропагандистском кино. Исполнитель ролей Фридриха Великого в кино — актёр Отто Гебюр был лишён права играть какие-либо другие роли, так как это, по мнению Йозефа Геббельса, могло бы «очернить уже созданный образ Великого короля».
- 1935 — «Старый король, молодой король» / Der alte und der junge König — фильм о сложных взаимоотношениях юного кронпринца Фридриха со своим пожилым ретроградом-отцом — Фридрихом Вильгельмом I (в роли Фридриха Великого — Вернер Хинц / Werner Hinz)
- 1936 — «Heiteres und Ernstes um den großen König» — Отто Гебюр
- 1936 — «Фредерикус» / Fridericus — Отто Гебюр
- 1937 — «Das schöne Fräulein Schragg» — Отто Гебюр
- 1942 — «Великий король» — Отто Гебюр

В послевоенных фильмах:
- 1946 — «Давид Гурамишвили» — Анатолий Смиранин
- «Дьявол во плоти» (Ce diable d’homme) — телесериал реж. Марселя Камю (Франция, 1978). В роли Андре Валарди.
- 1962 — «Annoncentheater — Ein Abendprogramm des deutschen Fernsehens im Jahre 1776» — Карл Шротт / Carl-Heinz Schroth.
- 1972 — «Ловкость рук, Ваше Величество!» — Герварт Гроссе
- 1984—1986 — «Михайло Ломоносов» — Ханс-Йорн Вебер (фильм второй «Врата учёности» (2 серия))
- 1985—1987 — «Sachsens Glanz und Preußens Gloria» — Арно Выцневский
- 1990 — «Молодая Екатерина» — Максимилиан Шелл
- 1991 — «Виват, гардемарины!» — Паул Буткевич (озвучивание — Иннокентий Смоктуновский)
- 1992 — «Гардемарины — III» — Херб Андресс (озвучивание — Армен Джигарханян)
- 2002 — «Тренк — Два сердца против короны» / Trenck — Zwei Herzen gegen die Krone (ФРГ) — Август Цирнер / August Zirner
- 2008 — «Пером и шпагой (телесериал)» — Виктор Тереля
- 2012 — «Фридрих — немецкий король» / Friedrich — Ein deutscher König (Германия, сериал, в роли Фридриха Великого — Aнна Тальбах и Kaтарина Taльбах)
- 2015 — «Великая» — Бастиан Зирих
- 2014—2017 — «Екатерина» — Стасс Классен и Хартмут Круг